# Disney Channel Circle of Stars
Disney Channel Circle of Stars è un gruppo musicale statunitense, formatosi nel 2003.

## Storia
Creato da Disney Channel/The Walt Disney Company, il gruppo è formato da attori e attrici comparsi nelle serie TV Disney o nei film Disney per la televisione, come ad esempio Raven-Symoné, Orlando Brown, Anneliese van der Pol, e Kyla Pratt, che cantano e creano remix delle canzoni Disney.
Tra le altre cose, il gruppo ha registrato le canzoni: Circle of Life, da Il re leone, nel 2003; I sogni son desideri, da Cenerentola, nel 2005; Do You Wanna Build a Snowman?, da Frozen - Il regno di ghiaccio, pubblicato come singolo. Una o alcune di queste canzoni compaiono nelle seguenti compilation: Disneymania 2, Disneymania 4, DisneyRemixMania, The Lion King Platinum Edition e Cinderella Platinum Edition.

## Formazione

### Formazione originale
Questi sono gli unici attori a comparire in entrambe le formazioni del 2003 e 2005.
- Raven-Symoné
- Orlando Brown
- Anneliese van der Pol
- Kyla Pratt

### Altri membri
Membri del 2003
- Hilary Duff
- Christy Carlson Romano
- Tahj Mowry
- A.J. Trauth

Membri del 2005
- Dylan Sprouse
- Cole Sprouse
- Brenda Song
- Raviv Ullman
- Amy Bruckner
- Aly Michalka
- Ashley Tisdale

### Presente
Membri del 2014
- Olivia Holt
- Kelli Berglund
- Jake Short
- Bradley Steven Perry
- Jacob Bertrand
- Leigh-Allyn Baker
- Kevin Chamberlin
- Tyrel Jackson Williams
- Austin North
- Sabrina Carpenter
- Peyton List
- Grace Phipps
- Laura Marano
- Dylan Riley Snyder
- Jordan Fisher
- Joey Bragg
- Tenzing Norgay Trainor
- Karan Brar
- Skai Jackson
- Rowan Blanchard
- Peyton Clark
- Leo Howard
- Blake Michael
- Sarah Gilman
- Piper Curda
- Peyton Meyer
- Bella Thorne
- Jordyn Jones
- Ivy Latimer

## Discografia parziale

### Album in studio
- 2008 - Disney Christmas

### Singoli
- 2014 - Do You Wanna Build a Snowman